# Eusebia Munuo
Eusebia Munuo est une juriste tanzanienne qui a été juge à la Cour d'appel de Tanzanie et présidente de l'Association internationale des femmes juges de 2012 à 2014.
Munuo est la première femme juge d'une cour d'appel en Afrique de l'Est. Elle préside la Cour suprême de la division foncière après sa création au début des années 2000. Elle préside la Commission des libérations conditionnelles de l'État jusqu'à l'expiration de son mandat en 2016.
Munuo évoque le nombre d'affaires de viols qui ont échoué en raison de la corruption de médecins par des accusés. Elle note également le problème de la violence économique pour les veuves dans les communautés rurales. Elle se prononce également contre le système patriarcal qui empêche les femmes compétentes d'être nommées juges à travers l'Afrique, et contre la corruption sexuelle et la « sextorsion »,.
Munuo est nommée par Tanzania Zalendo comme l'un des 100 grands Tanzaniens du pays. Elle note en 2014 que les retards dans les systèmes judiciaires ont eu un impact significatif sur les pauvres, en particulier les femmes, alors que la représentation des femmes dans le système judiciaire a encouragé les femmes à étudier le droit et à rejoindre la profession juridique. Elle reçoit un prix pour ses services du président tanzanien Jakaya Kikwete.
En 2016, Munuo co-écrit un livre intitulé A Comparative Review of Presidential Election Court Decisions in East Africa avec les juristes Frederick Ssempebwa, Businge Kabumba et Lillian Tibatemwa-Ekirikubinza, dans lequel ils suggèrent que la Cour suprême de l'Ouganda devait annuler la réélection du président Yoweri Museveni, les élections du 18 février enfreignant les lois électorales.